# 南日南海溪蟹
南日南海溪蟹（学名：Nanhaipotamon nanriense）为溪蟹科南海溪蟹属的动物。在中国大陆，分布于福建等地，多栖息于海拔50米上下的稻田水渠泥洞中。